# Lasianthus austrosinensis
Lasianthus austrosinensis är en måreväxtart som beskrevs av Hsien Shui Lo. Lasianthus austrosinensis ingår i släktet Lasianthus och familjen måreväxter. Inga underarter finns listade i Catalogue of Life.